# Christopher Cassidy
Christopher John Cassidy  (Salem, 4 januari 1970) is een Amerikaans ruimtevaarder. Cassidy zijn eerste ruimtevlucht was STS-127 met de spaceshuttle Endeavour en vond plaats op 15 juli 2009. Tijdens de missie werd het laatste onderdeel van de Japanse Experimentmodule Kibo naar het Internationaal ruimtestation ISS gebracht.  
Cassidy maakte deel uit van NASA Astronautengroep 19. Deze groep van 11 ruimtevaarders begon hun training in 2004 en had als bijnaam The Peacocks. 
In totaal heeft Cassidy drie ruimtevluchten op zijn naam staan. Tijdens zijn missies maakte hij tien ruimtewandelingen. Zijn meest recente vlucht begon in april 2020 om deel te nemen aan ISS-Expeditie 62 en ISS-Expeditie 63.